# Simon Debognies
Simon Debognies (Halle, 16 juli 1996) is een Belgische atleet, die gespecialiseerd is in de lange afstand en het veldlopen. Hij werd driemaal Belgisch kampioen.

## Biografie
Debognies nam in 2015 op de 5000 m deel aan de Europese kampioenschappen U20. Hij werd tweede. Twee jaar later herhaalde hij die prestatie op de Europese kampioenschappen U23.
Debognies nam in 2014 en 2015 deel aan het Europees kampioenschap veldlopen U20. Hij werd elfde in 2015. In 2016 en 2017 nam hij deel aan het kampioenschap bij de U23. Met een achtste en zesde plaats had hij telkens een belangrijk aandeel in de zilveren medaille van de Belgische ploeg in het landenklassement.
Simon Debognies is de zoon van atleet Ben Debognies en is aangesloten bij Olympic Essenbeek Halle.

## Belgische kampioenschappen
Outdoor
| Onderdeel      | Jaar |
| -------------- | ---- |
| 10.000 m       | 2025 |
| 10 km          | 2024 |
| halve marathon | 2025 |

## Persoonlijke records
Outdoor
| Onderdeel | Prestatie | Datum            | Plaats   |
| --------- | --------- | ---------------- | -------- |
| 1000 m    | 2.37,14   | 6 september 2013 | Brussel  |
| 1500 m    | 3.41,53   | 2 juni 2017      | Nijmegen |
| 2000 m    | 5.07,76   | 24 juli 2020     | Bern     |
| 3000 m    | 7.46,24   | 19 augustus 2021 | Lahti    |
| 5000 m    | 13.23,58  | 17 juli 2021     | Ninove   |
| 10.000 m  | 27.48,40  | 24 mei 2025      | Pacé     |

Weg
| Onderdeel      | Prestatie | Datum            | Plaats     |
| -------------- | --------- | ---------------- | ---------- |
| 10 km          | 27.48     | 12 februari 2023 | Schoorl    |
| halve marathon | 1:01.02   | 9 maart 2025     | Gentbrugge |

Indoor
| Onderdeel | Prestatie | Datum            | Plaats           |
| --------- | --------- | ---------------- | ---------------- |
| 3000 m    | 7.50,53   | 26 februari 2022 | Louvain-la-Neuve |

## Palmares

### 1500 m
- 2015:  BK AC – 3.50,93

### 3000 m
- 2022:  BK indoor AC - 7.50,53

### 5000 m
- 2015:  EK U20 te Eskilstuna – 14.34,67
- 2017:  EK U23 te Bydgoszcz – 14.14,71
- 2017: 5e Universiade te Taipei – 14.05,39

### 10.000 m
- 2018: 15e EK in Berlijn - 29.00,98
- 2025:  BK AC in Duffel - 28.50,12

### 10 km
- 2024:  BK in Lokeren - 28.46

### 15 km
- 2022: 4e Zevenheuvelenloop - 42.59

### halve marathon
- 2023:  BK in Gentbrugge - 1:01.52
- 2023: 31e WK in Riga - 1:01.48
- 2024: 7e Halve marathon van Gent - 1:01.25
- 2025:  BK in Gentbrugge - 1:01.02

### veldlopen
- 2014: 68e EK U20 in Samokov
- 2015:  BK korte cross in Wachtebeke
- 2015: 11e EK U20 in Hyères
- 2016:  BK  korte cross in Wachtebeke
- 2016: 8e EK U23 in Chia
- 2016:  EK landenklassement EK U23 in Chia
- 2017: 6e EK U23 in Samorin
- 2017:  EK landenklassement U23 in Samorin
- 2018:  BK AC in Laken

## Onderscheidingen
- 2017: Gouden Spike voor beste belofte